# Исмаилов, Ибрагим Иса оглы
Исмаилов Ибрагим Иса оглы (азерб. İbrahim İsa oğlu İsmayılov; 1921, Нахичевань, Нахичеванская Советская Социалистическая Республика — 12 февраля 2014) — Председатель Верховного суда Азербайджанской ССР (1980—1986). 

## Биография
Родился в 1921 году в Нахичевани. В 1942 году поступил заочно во Всесоюзный высший юридический институт, который окончил в 1948 году.
В 1939—1941 годах был секретарем отдела дел в прокуратуре Нахичеванской АССР, в 1943—1948 годах помощником прокурора и заместителем прокурора Нахичеванской Автономной Республики.
В 1948—1962 годах работал в системе Прокуратуры Азербайджанской ССР начальником Следственного управления, прокурором Гянджинского района, Прокурором Республики, помощником Прокурора Республики, заместителем Прокурора Азербайджанской ССР и прокурором Наримановского района города Баку. .
В 1962—1980 годах был членом Верховного суда Азербайджанской ССР, начальником судебного отдела Министерства юстиции республики, председателем Бакинского городского суда.
С 1980 по 1986 год занимал должность председателя Верховного суда Азербайджанской ССР.
В 1987—1989 годах — начальник юридического отдела Государственного аграрно-промышленного союза.
В 1989—1992 годах работал доцентом юридического факультета Азербайджанского государственного университета.
С 1992 года профессор Азербайджанского педагогического университета.
Также работал заместителем директора по воспитательной работе в Юридическом учебном центре.
Депутат Верховного Совета Азербайджанской ССР 10, 11-го созыва.
Доктор юридических наук.

## Награды
- Заслуженный юрист Азербайджанской ССР (1976, Указ Верховного Совета Азербайджанской ССР)
- Орден Отечественной войны I и II степени
- Орден Дружбы народов
- Медали[2]